# Nadezhda Tkachenko
Nadezhda Tkachenko (Ucrania, 19 de septiembre de 1948) es una atleta soviética retirada, especializada en la prueba de pentatlón en la que llegó a ser campeona olímpica en 1980.

## Carrera deportiva
En los JJ. OO. de Moscú 1980 ganó la medalla de oro en la competición de pentatlón, con un total de 5083 puntos que fue récord del mundo, quedando por delante de sus compatriotas Olga Rukavishnikova y Olga Kuragina.